# 米哈伊尔·特列帕什金
米哈伊尔·伊万诺维奇·特列帕什金（1957年4月7日—）是一名俄罗斯律师和前联邦安全局(FSB)上校，他曾应国会议员谢尔盖·科瓦廖夫的邀请，协助对1999年9月发生在達吉斯坦戰爭之后的俄罗斯公寓爆炸事件进行独立调查，这起连环爆炸事件是第二次车臣战争的起因之一。在调查期间，他被联邦安全局逮捕，并以“泄露国家机密”罪名被判处四年徒刑。他的被捕受到了一些人权组织的批评，并被认为是政治犯 。

## 在克格勃和联邦安全局的职业生涯
特列帕什金于1984年开始为克格勃工作，担任被盗艺术品地下交易的调查员。1990年代初，特列帕什金调任聯邦安全局内务部，为尼古拉·帕特鲁舍夫工作。他调查了联邦安全局官员与犯罪集团的联系。他因拦截联邦安全局官员卖给车臣叛军的一架飞机的武器而获得一枚奖章。
1995年，特列帕什金卷入了莫斯科Soldi银行劫案，美国战地记者斯科特·安德森在 2009 年的GQ文章中对此进行了描述。
当时特列帕什金正参与FSB的一场钓鱼执法行动，以打击与在第一次車臣戰爭中与俄罗斯作战的车臣叛军Salman Raduyev有关的银行勒索团伙。1995年12月，索尔迪银行 (Bank Soldi)在莫斯科的分行遭到袭击。特列帕什金發現这次袭击中勒索者使用的窃听设备的序列号来自联邦安全局或俄罗斯国防部。此外，银行外监控窃听设备的一辆货车上坐着弗拉基米尔·罗曼诺维奇（此人亦牵涉特列帕什金曾参与调查的1999年公寓楼爆炸案，后来于塞浦路斯的一起车祸中丧生，肇事者逃逸。），特列帕什金声称他是一名 为犯罪分子工作的FSB特工。然而，大多数在这次行动中被捕的人都被释放了。FSB局长帕特鲁舍夫随后将特列帕什金调离了这个案件，并反而对开始对特列帕什金立案调查。 
1997年，特列帕什金写信给时任总统鲍里斯·叶利钦，试图揭露此案和FSB的腐败行为。他从FSB辞职，成功地起诉了它的领导层，并在税务警察那里找到了一份工作 。
在1998年11月17日的新闻发布会上，亞歷山大·利特維年科（后于2006年被普京毒死）、维克托·舍巴林()和FSB的其他成员声称收到了杀死鲍里斯·别列佐夫斯基（后于2013年被毒死）和特列帕什金的命令。他们声称，该命令来自一个名为URPO的FSB部门，即打击犯罪组织行动部。

## 调查俄罗斯公寓爆炸案和监禁
1999年9月，俄国多地发生了造成重大伤亡的公寓楼爆炸袭击事件。这些事件是第二次車臣戰爭爆发的导火索和原FSB局长普京成为总统的重要因素。然而，这些爆炸事件背后疑点重重。俄国杜马议长根纳季·谢列兹尼奥夫曾不慎提前宣布了当时还没有发生的伏尔加顿斯克市爆炸袭击，而梁赞警方更是在挫败该地的炸弹袭击后抓获了数名身为FSB特工的嫌犯。
应国会议员謝爾蓋·科瓦廖夫邀请，特列帕什金作为独立调查员开始协助对连环公寓楼爆炸案的调查。而母亲在其中一起袭击中遇害的一对姐妹也雇佣特列帕什金代理她们在两名被控运送炸药的俄罗斯穆斯林的审判中出庭。
在准备审判时，特列帕什金發現了一个嫌疑人的踪迹，对该嫌疑人的描述从文件中消失了。特列帕什金认为此人是FSB成员罗曼诺维奇，此人正是1995年莫斯科Soldi银行劫案中曾为犯罪分子工作的同一个人。特列帕什金当时找到了被用于存放炸弹的莫斯科Gochiyaev街的地下室的所有者Mark Blumenfeld（)，他表示租用地下室的嫌犯的刑事模拟画像被替换，他被FSB审讯人员强迫作证指认戈奇亚耶夫，这意味着官方调查篡改了合成图像以隐藏和FSB相关的嫌犯。但特列帕什金从未能法庭上公布他的调查结果。2003年10月22日，就在庭审前一周，特列帕什金因非法持有武器被捕。他因泄露国家机密被判处四年监禁，上诉法院后来推翻了持有武器的指控，但泄露国家机密案没有脱罪。2005年9月，在服刑两年后，特列帕什金获得假释，但他于两周后在国家对假释决定提出上诉后再次被捕。
特列帕什金调查了一封被指称属于嫌犯阿切梅兹·戈奇亚耶夫的信件，发现所谓的由戈奇亚耶夫的助手安排的装有炸药的麻袋的运送，可能实际是由来自維亞濟馬的Kapstroi-2000的副总裁Kormishin执行。
特列帕什金的支气管发作的哮喘时常发作、他还患有瘙痒性皮膚病和心臟病。然而，他告诉國際特赦組織，俄罗斯政府拒绝让他接受治疗，并将他关在冰冷的惩戒牢房中，并与被监禁的结核病患者一起运送，这些患者“因为无法捂住嘴巴或转身而直接对着你的脸咳嗽”。
2007年11月30日，特列帕什金四年刑期届满获释。

## 西方媒体报道
特列帕什金案引起了西方媒体的关注并在人权运动中引起轩然大波国际特赦组织将此事记录在案，他的案件也被美国国务院提及并被拍成一部获奖纪录片《不相信》（Disbelief）。 
美国战地记者斯科特·安德森为《GQ》杂志 2009年9月刊撰写了一篇关于他采访特列帕什金的故事。然而，据全国公共广播电台的大卫·福肯弗利克 (David Folkenflik）称，康泰纳仕管理层已下令限制该报道的传播。措施包括封禁GQ网站上的这一故事，不向“俄罗斯政府官员、记者或广告商”展示美国版杂志，不在任何海外康泰纳仕杂志上发表这个故事，不公开宣传这个故事，并要求安德森不要将它同该公司在俄罗斯的任何出版物联系起来。

## 牵涉利特维年科事件
在一封来自监狱的信中，特列帕什金声称2002年FSB决定杀死亞歷山大·利特維年科。他还声称，FSB计划于2002年在莫斯科杀死利特维年科的亲属，尽管这些计划尚未实施。
特列帕什金声称，FSB的主管和人员承诺，只要他离开科瓦廖夫委员会并开始与FSB合作“刺杀利特维年科”，就不会将他送进监狱。

## 出狱后
特列帕什金继续从事律师工作并参与人权活动。
2008-10年，特列帕什金为“FAKEL-PORTOS”组织的领导人Yulia Privedennaya辩护，当局指控她组建了非法武装组织，然后决定将她送入医院接受精神检查。
2010年3月，特列帕什金在网上签署了俄罗斯反对派“普京必须下台”的反普京宣言。

## 笔记
1. ↑  毕远. . 中国新闻社. 2007-12-10  [2024-02-26]. （原始内容存档于2024-02-26） （中文（中国大陆））.
2. ↑  . Los Angeles Times. 2004-05-20  [2021-07-01]. （原始内容存档于2023-05-05） （美国英语）.
3. ↑  Узел, Кавказский. . Caucasian Knot.   [2021-07-01]. （原始内容存档于2023-05-06）.
4. ↑  Russian Federation: Amnesty International calls for Mikhail Trepashkin to be released pending a full review of his case 的存檔，存档日期2008-07-18.
5. ↑  
Anderson, Scott. . GQ (Gentlemen's Quarterly). September 2009: 250, 312.
6. ↑  Anderson, None Dare..., p 250.
7. ↑  （俄語）Who is Mikhail Trepashkin and why the powers persecute the former FSB investigator （页面存档备份，存于）, The Case of Defence Lawyer Trepashkin, Public Committee to Protect Mikhail Trepashkin, 10 October 2007, computer translation （页面存档备份，存于）
8. ↑  .   [4 February 2006]. （原始内容存档于25 February 2006）.
9. ↑  Anderson, Scott. . GQ. Sep 2009: 312.. Anderson discusses the police sketches, Romanovich, the 1995 bank raid, and Trepashkin's claims
10. ↑  Europe, Tatyana Morozov and Alyona MorozovFrom today's Wall Street Journal. . WSJ.   [2023-05-05]. （原始内容存档于2023-05-09） （美国英语）.
11. ↑  Chicago Tribune Follows Trepashkin's Lead 的存檔，存档日期7 October 2011., PRIMA-News, 19 May 2004 with a re-print of Verdict near on sleuth who talked too much; Ex-KGB agent suspects a former cohort was involved in a bombing blamed on Chechens. He was jailed just before he was to present his case, by Alex Rodriguez, Chicago Tribune, 18 May 2004.
12. ↑  Russian Ex-Agent's Sentencing Called Political （页面存档备份，存于）, Kim Murphy, Los Angeles Times, 20 May 2004.
13. ↑  .   [4 February 2006]. （原始内容存档于19 February 2006）.
14. ↑  .   [2023-05-03]. （原始内容存档于2015-07-03）.
15. ↑  .   [2023-05-03]. （原始内容存档于2023-05-06）.
16. ↑  . www.eng.terror99.ru. （原始内容存档于31 December 2005）.
17. ↑  .   [4 February 2006]. （原始内容存档于19 July 2006）.
18. ↑  Human Rights First - call for action
19. ↑  International Commission of Jurists - Trepashkin statement 的存檔，存档日期9 February 2006.
20. ↑  .   [2023-05-03]. （原始内容存档于2013-10-04）.
21. ↑  Amnesty International appeal 的存檔，存档日期11 March 2007.
22. ↑  .   [4 February 2006]. （原始内容存档于19 February 2006）.
23. ↑  .   [18 July 2006]. （原始内容存档于18 July 2006）.
24. ↑  .   [16 April 2009]. （原始内容存档于11 June 2009）.
25. ↑  Folkenflik, David. . NPR.org. 4 September 2009  [4 September 2009]. （原始内容存档于2009-09-05）.
26. ↑  
Anderson, Scott. . GQ (Gentlemen's Quarterly). September 2009: 246.
27. ↑  . Chechen Press State News Agency. 1 December 2006  [1 December 2006]. （原始内容存档于19 December 2007） （俄语）.
28. ↑  . Агентура.Ру. 27 November 2006  [30 November 2006]. （原始内容存档于8 December 2006） （俄语）.
29. ↑  Interview with Mikhail Trepashkin （页面存档备份，存于）, RFE/RL, 1 December 2007. 俄语：. Я говорил со своими шефами, совершенно точно, тебя не тронут. Кончай с Ковалевым Сергеем Адамовичем контактировать в Госдуме и так далее."
30. ↑  .   [2023-05-03]. （原始内容存档于2011-09-03）.
31. ↑  .   [2023-05-03]. （原始内容存档于2023-05-06）.